# Джамейка — 179-я улица (линия Куинс-бульвара, Ай-эн-ди)
|     |   |   |     |     |   |   |     |
| · л | · | · | · э | · э | · | · | · л |

|     |   |   |     |     |   |   |     |
| · л | · | · | · э | · э | · | · | · л |

«Джамейка — 179-я улица» (англ. Jamaica–179th Street) — станция Нью-Йоркского метрополитена, расположенная на линии Куинс-бульвара, Ай-эн-ди. Станция находится в Куинсе, в округе Джамейка, на пересечении 179-й улицы с Хилсайд авеню. На станции останавливаются маршруты: E (часть рейсов в часы пик в пиковом направлении), F (круглосуточно) и <F> (в часы пик в пиковом направлении). Станция является северной конечной для всех маршрутов. Экспресс-пути используются маршрутом E (часть рейсов в часы пик в пиковом направлении). Локальные пути используются маршрутами F (круглосуточно) и <F> (в часы пик в пиковом направлении).
Станция представлена двумя островными платформами и четырьмя путями, отделана в синих и оранжевых тонах. На стенах имеются мозаики с названием станции.
Станция имеет два выхода — круглосуточно из них открыт только восточный, приводящий на Хилсайд авеню между 179-й и 180-й улицами. Западный выход открыт не всегда и ведёт к перекрёстку 178-й улицы с Хилсайд авеню. Над платформами имеется мезонин с турникетами. Станция оборудована лифтами, что позволяет ею пользоваться пассажирам-инвалидам.
К северо-востоку от станции расположены тупиковые пути для оборота поездов — два уровня с четырьмя путями на каждом. Станция позволяет обернуть за час 63 поезда — такая пропускная способность чрезвычайно высока для Нью-Йоркского метрополитена. Такое расположение путей объясняется существовавшими перспективами продления линии дальше на восток — в Куинс. Планировалось верхние четыре пути использовать в качестве продления линии, а нижние оставить для оборота поездов.
Поезд, следующий по линии как локальный (маршруты F и <F>), имеет возможность прибыть на любой из двух путей соответствующего направления и отправиться с любого из двух путей обратного направления. Поезд, следующий по линии как экспресс (маршрут E), может использовать только центральные пути станции.
Станция планировалась с 1920-х годов вместе с участком, продолжающимся на восток. Объединение компаний Ай-эн-ди, Ай-ар-ти и Би-эм-ти в 1940 году отменило большинство планов строительства, а Вторая мировая война, вызвавшая перебои с поставками стройматериалов, отложила на несколько лет реализацию оставшихся более скромных планов. В 1950 году здесь была открыта всего одна станция, чтобы снабдить линию конечной станцией, более приспособленной для этой цели.
В 1980-х годах оформление станции было изменено. Синяя и оранжевая ленточки на путевой стене символизируют цвета маршрутов, проходящих через станцию, а также цвета флага Нью-Йорка.

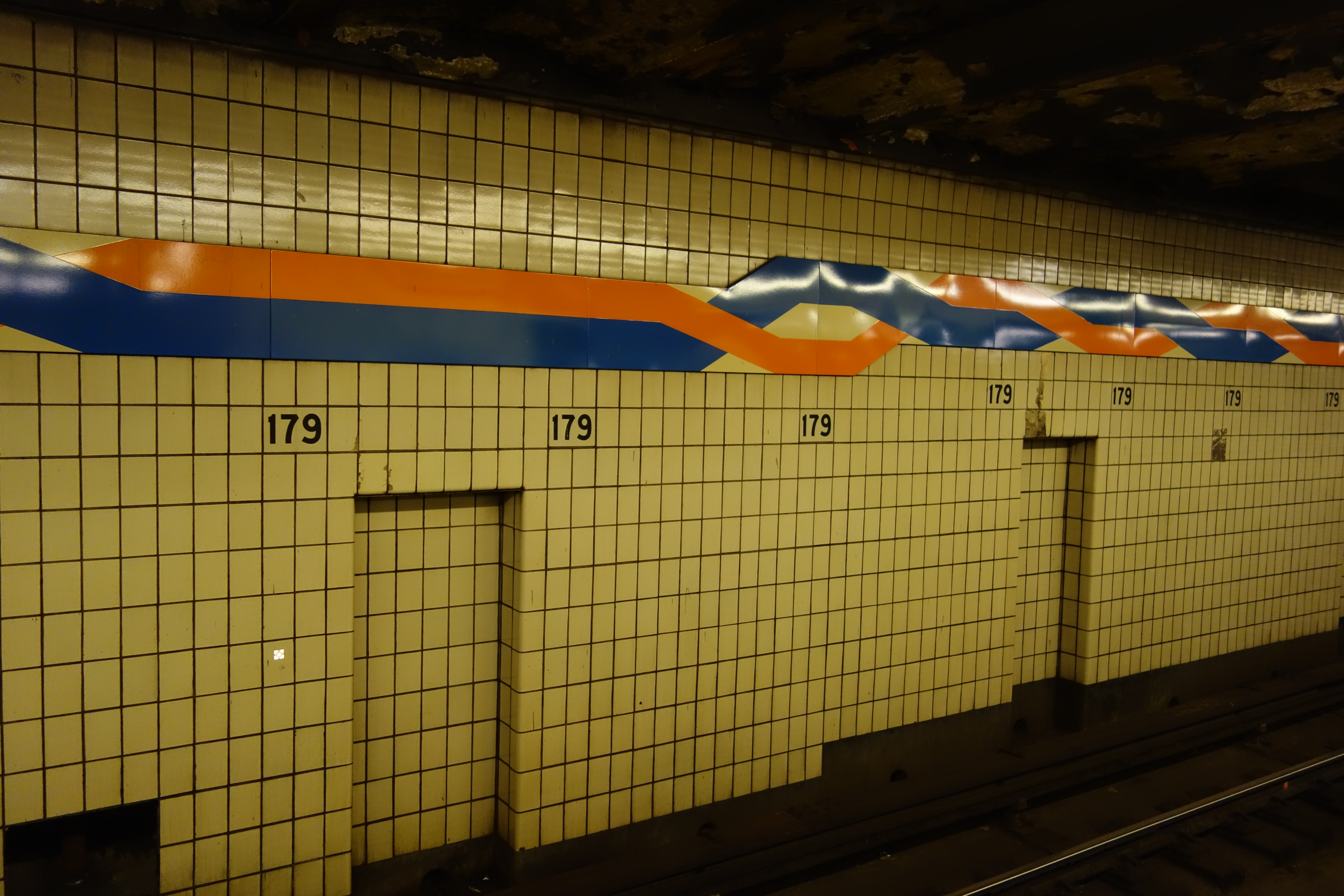
Путевая стена